# Austenasia
Imperiul de Austenasia este o micronațiune și un stat suveran auto-declarat cu sediul în Regatul Unit. Operează sub monarhie constituțională și cuprinde optsprezece proprietăți care au declarat că sunt independente, sub conducerea unei case din sudul Londrei. 
Austenasia a fost înființată la 20 septembrie 2008 de Jonathan Austen (născut în 1994), un student, și tatăl său Terry Austen (născut în 1961), un agent de securitate avansat. După trimiterea unei declarații de independență pentru casa lor în Carshalton a unui membru local al Parlamentului, Terry a fost numit Împărat și Jonathan a fost numit prim-ministru. Două declarații ulterioare de independență au fost trimise la Gordon Brown și British Home Office, dar niciun răspuns nu a fost primit pentru oricare dintre declarațiile anterioare, din 13 octombrie și respectiv 31 decembrie 2008.
Terry a abdicat în februarie 2010, și a fost urmat de împăratul Esmond III care, după un "război civil" și diferite dispute interne a fost înlocuit cu un nou lider, Declan MacDonagh. Mai târziu, în luna decembrie, Jonathan sa întâlnit cu deputatul Tom în mai 2011, care l-a contactat pe Secretarul de Externe, William Hague, să se intereseze cu privire la criteriile pe care Marea Britanie recunoaște noile state, în numele lui Jonathan.